# Johnette Napolitano
Johnette Napolitano (Los Angeles, 22 settembre 1957) è una cantante e bassista statunitense, nota soprattutto come vocalist e bassista del gruppo musicale alternative rock Concrete Blonde.
Ha anche realizzato diversi dischi da solista a partire dal 2002 e ha fatto parte di altri progetti paralleli (Vowel Movement, Pretty & Twisted).
Nel 1996 ha preso parte all'album No Talking, Just Head realizzato dai The Heads, ossia tre quarti dei Talking Heads (Jerry Harrison, Chris Frantz e Tina Weymouth). Con tale gruppo ha anche intrapreso un tour.
Ha collaborato anche con Danny Lohner (per la musica del film Dead Silence), John Trudell (per Struck a Nerve), Bad Religion (Recipe For Hate), Black Light Burns (per I Am Where It Takes Me), Ashes Divide (per Too Late), The Dream Syndicate (coautrice insieme a Steve Wynn di I Have Faith traccia nell'album Ghost Stories (1988)), lo stesso Steve Wynn (di cui è stata compagna per un certo periodo) nel primo album solista Karosene Man (di cui è voce nella traccia Conspiracy Of The Heart)